# Katumbea oxoniensis
Katumbea oxoniensis är en spindelart som beskrevs av Cooke 1964. Katumbea oxoniensis ingår i släktet Katumbea och familjen Prodidomidae.
Artens utbredningsområde är Tanzania. Inga underarter finns listade i Catalogue of Life.